# Budziska (Węgrów)
Pour les articles homonymes, voir Budziska.
Budziska (prononciation : [buˈd͡ʑiska]) est un village de polonais, situé dans la gmina de Łochów de la Powiat de Węgrów et dans la voïvodie de Mazovie dans le centre-est de la Pologne.
Il se situe à environ 3 kilomètres à l'ouest de Łochów, 28 kilomètres au nord-ouest de Węgrów et à 58 kilomètres au nord-est de Varsovie.